# Mobile identification number
Un Mobile identification number (MIN) aussi appelé MSIN (Mobile Subscriber Identification Number) dans les normes 3GPP, est un identifiant unique à 10 chiffres décimaux qu'un opérateur de réseau mobile utilise pour identifier un téléphone mobile dans son réseau. Le MIN/MSIN constitue les 10 chiffres de poids faible du n° IMSI qui permet d'identifier un abonné GSM ou UMTS et est inscrit dans sa carte SIM (associé au codes MCC + MNC qui identifient l'opérateur mobile). Certains numéros réservés permettent aussi d’identifier les équipements du cœur de réseau d'un opérateur donné (via leur APN).

Un MIN sert également d'identifiant unique pour un téléphone mobile qui respecte les standards américains TIA/3GPP2 qui s'appliquent aux appareils de technologie cellulaire ou PCS (par exemple, EIA/TIA–553 analog (AMPS), IS–136 TDMA, IS–95 ou IS-2000 CDMA).